# École militaire préparatoire technique
Pour les articles homonymes, voir École militaire préparatoire technique (Côte d'Ivoire) et EMPT.
L'École militaire préparatoire technique (EMPT), anciennement Centre d’enseignement technique de l’armée de Terre (CETAT) est une école militaire de l'armée de Terre à vocation technique. Située à Bourges, son objectif est de former des sous-officiers techniciens.
L’EMPT offre aux jeunes de 16 à 20 ans une formation académique et militaire dans plusieurs domaines : 
- La maintenance aéronautique et terrestre (Bac Professionnels AERO et MVTR);
- Les systèmes d’information et de communication (Bac Professionnel CIEL et Bac Technologique STI2D) ;
- L’énergie et l’électromécanique appliquée (Bac Technologique STI2D)[1].

Les élèves peuvent l’intégrer dès la classe de 1re  en retirant un dossier dans un Centre d'information et de recrutement des Forces armées (CIRFA). Elle les mène à des baccalauréats professionnels et technologiques validés par l'Éducation nationale. À la fin de leur formation, ils bénéficient d'un contrat de neuf ans en tant que sous-officier de l'armée de terre. 
L'inauguration de l'école a eu lieu le 27 octobre 2022 en présence du Président Emmanuel Macron.